# Arrondissement de Fongolembi

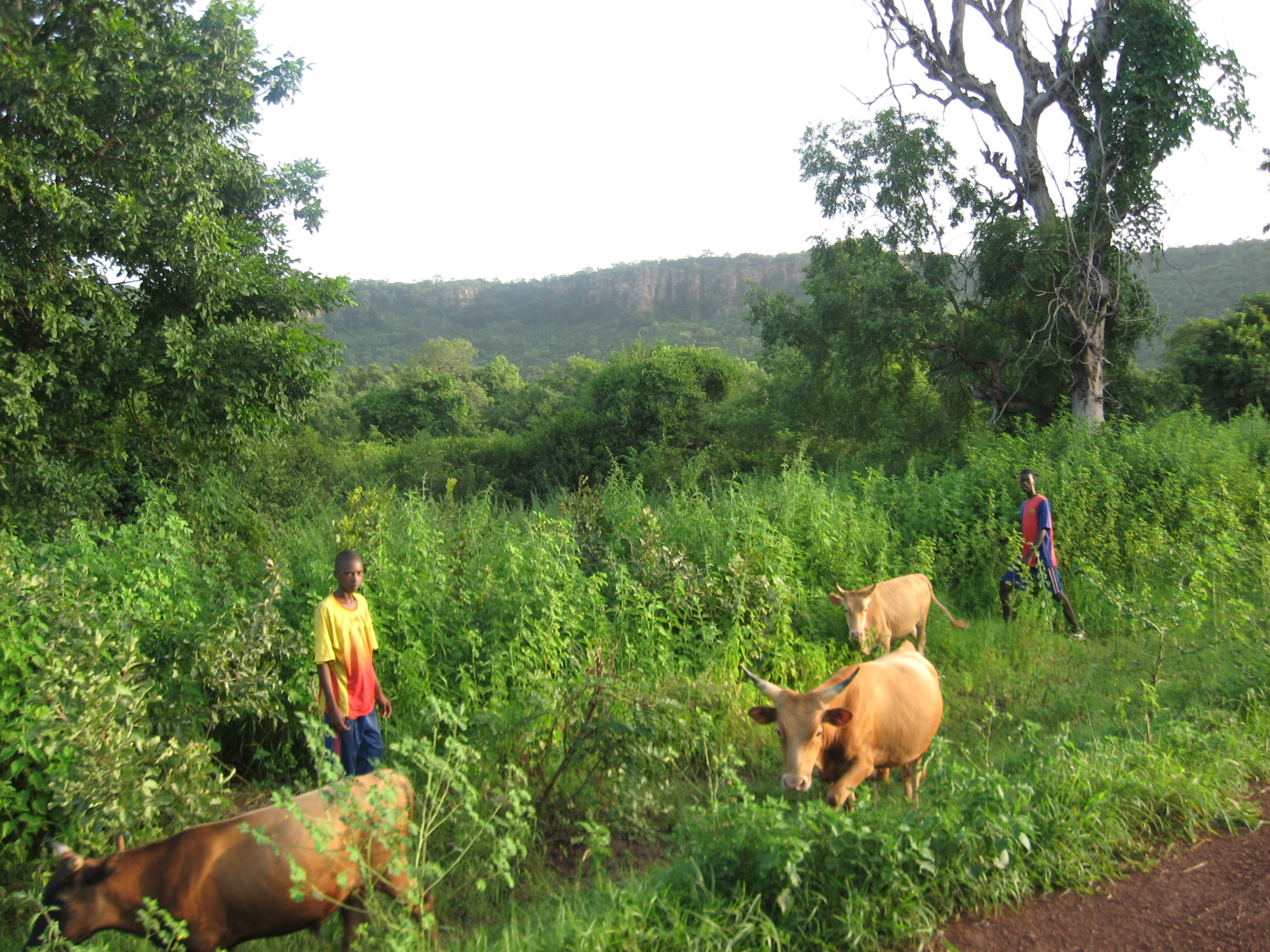
Sur la route de Dimboly

L'arrondissement de Fongolembi est l'un des arrondissements du Sénégal. Il est situé dans le département de Kédougou et la région de Kédougou, dans le sud-est du pays.
Il compte deux communautés rurales :
- Communauté rurale de Fongolimbi
- Communauté rurale de Dimboli

Son chef-lieu est Fongolembi.
Dans la chaîne montagneuse à faible densité humaine située à l'ouest de Fongolembi, en direction de Dindefelo, une forte concentration de chimpanzés a été observée.